# West End-Cobb Town (Alabama)
West End-Cobb Town é uma Região censo-designada localizada no estado americano de Alabama, no Condado de Calhoun.

## Demografia
Segundo o censo americano de 2000, a sua população era de 3924 habitantes.

## Geografia
De acordo com o United States Census Bureau, a localidade tem uma área de 10,7 km², sem área coberta por água.

## Localidades na vizinhança
O diagrama seguinte representa as localidades num raio de 16 km ao redor de West End-Cobb Town.